# Martin Grabe

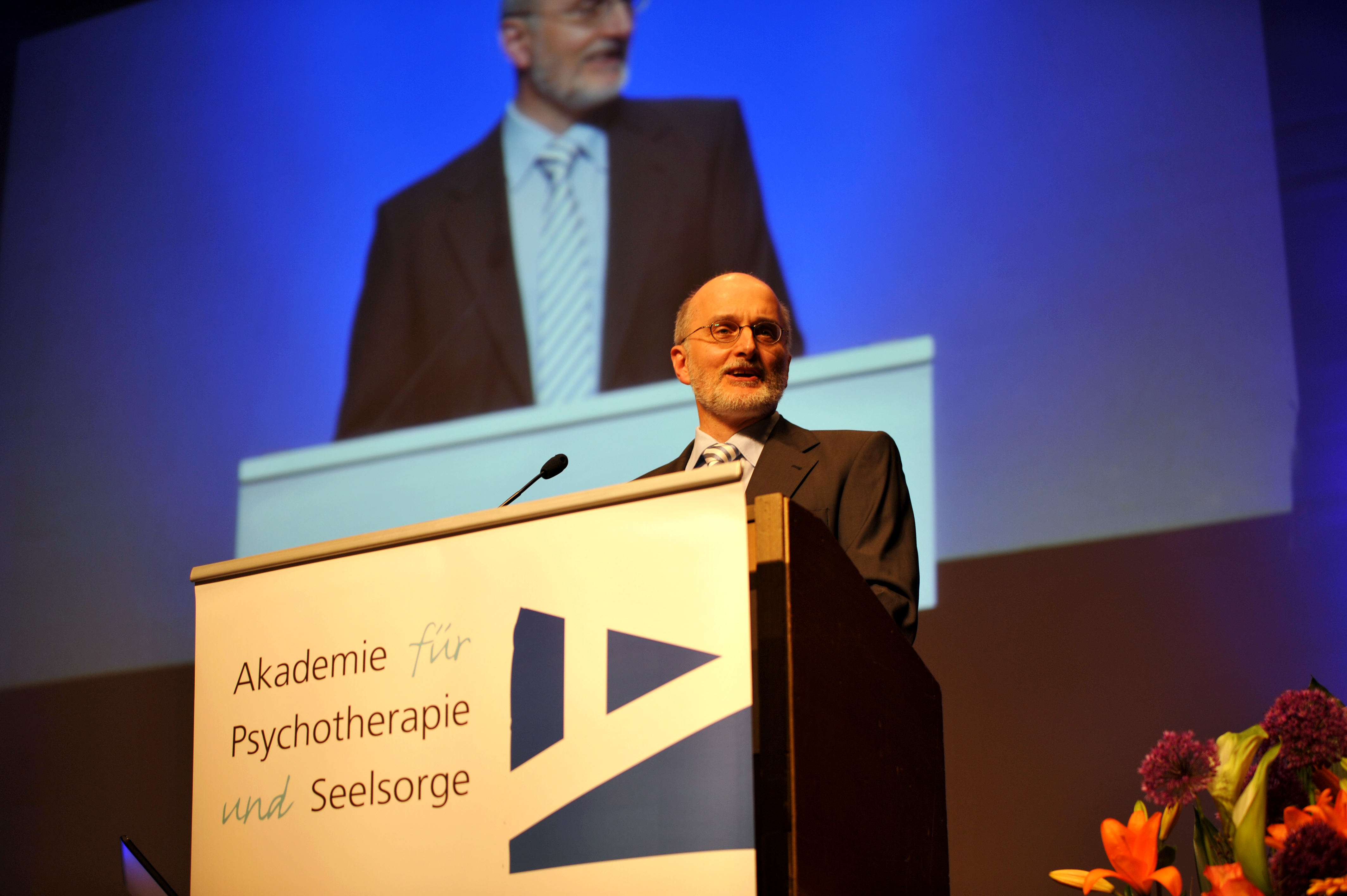
Martin Grabe, 2013

Martin Grabe (* 1959) ist ein deutscher Psychiater und Psychotherapeut. Er war von 1998 bis zu seinem Ruhestand 2025 Chefarzt der Abteilung für Psychotherapie und Psychosomatik der Klinik Hohe Mark in Oberursel.

## Leben
Seit 1993 arbeitete Martin Grabe in der Klinik Hohe Mark in Oberursel bei Frankfurt, wo er 1998 zum Chefarzt der Abteilung Psychotherapie und Psychosomatik berufen wurde. 2018 wurde er zum Ärztlichen Direktor ernannt. Im März 2025 wurde er in den Ruhestand verabschiedet.
Seit ihrer Gründung im Jahre 2000 leitet Martin Grabe als 1. Vorsitzender die Akademie für Psychotherapie und Seelsorge (APS), die sich als Kommunikationsplattform für Psychotherapeuten und Seelsorger versteht und inzwischen etwa 800 Mitglieder umfasst. Er ist Mitherausgeber der Zeitschrift „P & S – Magazin für Psychotherapie und Seelsorge“ und Vorstandsmitglied des „Christlichen Gesundheitskongresses“.
Seit 2008 nimmt Martin Grabe Lehraufträge in Masterstudiengängen „Praktische Theologie“ am Theologischen Seminar Adelshofen sowie am Institut für Therapeutische Seelsorge Neuendettelsau wahr. Er beteiligt sich an der Entwicklung des neuen Masterstudienganges „Religion und Psychotherapie“ an der Evangelischen Hochschule Tabor in Marburg.
Mit seinem Buch Homosexualität und christlicher Glaube. Ein Beziehungsdrama (2020) warb er für eine theologische Akzeptanz homosexueller Praxis. Unterstützung erhielt er von Michael Diener und Thorsten Dietz, Widerspruch erfuhr er von Ulrich Parzany und Ekkehart Vetter.

## Privates
Martin Grabe ist verheiratet und hat vier Kinder.

## Veröffentlichungen (Auswahl)
- Homosexualität und christlicher Glaube: ein Beziehungsdrama, Francke, Marburg, 2020
- Wege aus der Trauer: Wie wir im Verlust gewinnen können, Francke, Marburg, 2013
- Die Alltagsfalle. Warum es sich lohnt, über den Sinn des Lebens nachzudenken, Francke, Marburg, 2003
- Trauer und Depression. Vom Umgang mit Grenzerfahrungen, Francke, Marburg, 2003
- Post aus Äthiopien. Brautbriefe einer Afrikamissionarin, Francke, Marburg, 2007
- Zeitkrankheit Burnout. Warum Menschen ausbrennen und was man dagegen tun kann, Francke, Marburg, 3. Aufl. 2008
- Lebenskunst Vergebung. Befreiender Umgang mit Verletzungen, Francke, Marburg, 4. ergänzte u. überarbeitete Aufl. 2009